# 仮面ライダー メガトンスマッシュ
『仮面ライダー メガトンスマッシュ』（かめんライダー メガトンスマッシュ）は、バンダイナムコオンラインが運営し、DMM.comによって配信されていたブラウザゲーム。2015年8月21日サービス開始。キャッチコピーは「終わらせろ--- 世界が終る、その前に！」。
2016年6月30日をもってサービスを終了した。

## 概要
特撮テレビドラマシリーズ「仮面ライダーシリーズ」を原作としたブラウザゲーム。ゲーム初使用時にメインの仮面ライダー30名が配布されている。大勢の敵怪人を倒していきながらストーリーを進めていく。

## ストーリー
特捜チーム【IRSA】のメンバーになったプレイヤーは、歴代仮面ライダーの力が宿ったライダーパスを使い、各地で戦っている仮面ライダーと共に、悪の組織に立ち向かう。

## ゲームモード

### クエスト
シナリオ
各作品のストーリーをなぞらえたクエストをクリアして、次のステージへ進めていく。
デイリー
日替わりで経験値用パス、売却用パスを集めていくクエスト。朝8時、朝11時半、夜20時、夜23時には、ゲリラクエストが発生。ゲリラクエストは一定の確率で連戦が可能。進化用パスは、土日とゲリラクエストのみ収集可能。サービス終了末期には朝10時、夜19時、夜22時、深夜25時に仮面ライダーオーズ・タジャドルコンボ進化用パスを収集するゲリラクエストが追加された。
イベント
期間限定のクエスト。クリアポイントをためていくことで、経験値、売却など各種パス、チケットガシャ用チケットのほか、イベント限定のライダーパスを入手できる。主な内容としては、作品、季節行事を題材にしたテーマクエスト、各種クエストをプレイしながら、一定の確率で出現する各作品の敵キャラクターに遭遇して、他のプレイヤーと一緒に敵キャラクターを撃退する遭遇クエスト、特殊な進化パスを集めて各作品のサブライダーやメインライダーを育成して進化させる 進化クエストの3種類。プレミアムガシャで排出されるライダーパスを使ってクリアポイントや遭遇ボスへのダメージを高めることができる。

### デッキ
ライダーパスを編成してデッキを作り上げるほか、所有しているライダーパスを経験値パスと進化パスで成長したり、売却パスを売却して資金集めすることが可能。

### ガシャ
売却パスで売った資金で、ガシャをすることができるライダーガシャ、一日一回無料で楽しめるデイリーガシャ、課金コンテンツでスマッシュジェム（課金）とスマッシュストーンでプレイできるプレミアムガシャがある。このほか、上記のイベントクエストで入手したチケットでプレイするチケットガシャと、次回のメンテナンス（主に、次回イベントクエスト開始直前）まで一週間の期間限定で利用可能の限定プレミアムガシャもある。プレミアムガシャでのみ入手可能のライダーパスも存在するが、限定プレミアムガシャやチケットガシャで排出されるライダーパスは、入手困難とされている。

## 登場キャラクター
☆：イベントクエストで入手可能のパス、★：チケットガシャのみ排出のパス、△：プレミアムガシャのみ排出のパス、▲：限定プレミアムガシャのみ排出のパス、■：スタンプ交換所限定のパス、
仮面ライダーゴースト
- 登場フォーム : オレ魂、ムサシ魂、エジソン魂▲、闘魂ブースト魂△、グレイトフル魂△

仮面ライダースペクター
- 登場フォーム : ノーマル☆、ノブナガ魂☆

仮面ライダードライブ
- 登場フォーム : タイプスピード、タイプワイルド★、タイプテクニック、タイプデッドヒート★、タイプフォーミュラ△、タイプトライドロン☆

仮面ライダーマッハ
- 登場フォーム : ノーマル（一部☆）、デッドヒートマッハ■

仮面ライダーチェイサー
- 登場フォーム : ノーマル☆、超魔進チェイサー☆

仮面ライダー鎧武
- 登場フォーム : オレンジアームズ、カチドキアームズ△

仮面ライダーウィザード
- 登場フォーム : フレイムスタイル（一部▲）、フレイムドラゴン☆

白い魔法使い（コヨミ）☆
仮面ライダーメイジ☆
仮面ライダーフォーゼ
- 登場フォーム : ベースステイツ、エレキステイツ★、ファイヤーステイツ★、マグネットステイツ△

仮面ライダーメテオ（一部★）
仮面ライダーなでしこ☆
仮面ライダーオーズ
- 登場フォーム : タトバコンボ、ガタキリバコンボ▲、タジャドルコンボ

仮面ライダーW
- 登場フォーム : サイクロンジョーカー、ヒートメタル■、ファングジョーカー△、ルナトリガー■

仮面ライダーアクセル
- 登場フォーム : ノーマル（一部▲）

仮面ライダージョーカー△
仮面ライダーエターナル
- 登場フォーム : ノーマル☆★

仮面ライダーディケイド
- 登場フォーム : ノーマル、激情態▲

仮面ライダーキバ
- 登場フォーム : キバフォーム、ドッガフォーム▲、エンペラーフォーム△

仮面ライダーイクサ（バーストモード）☆
仮面ライダーイクサ（紅音也・セーブモード）△
仮面ライダー電王
- 登場フォーム : ソードフォーム、ロッドフォーム☆■、クライマックスフォーム△

仮面ライダーNEW電王（一部■）
仮面ライダーゼロノス
- 登場フォーム :アルタイル☆

仮面ライダーカブト
- 登場フォーム : ライダーフォーム（一部▲）、ハイパーカブト▲

仮面ライダー響鬼
- 登場フォーム : ノーマル、響紅△

仮面ライダーブレイド
- 登場フォーム : ノーマル、ジャックフォーム☆、キングフォーム▲

仮面ライダーカリス★
仮面ライダーファイズ
- 登場フォーム : ノーマル、アクセル☆■

仮面ライダーカイザ☆
仮面ライダー龍騎
- 登場フォーム : ファイナルベント

仮面ライダーナイト
- 登場フォーム : ファイナルベント△

仮面ライダーファム☆
仮面ライダーアギト
- 登場フォーム : グランドフォーム、トリニティフォーム▲、バーニングフォーム★

仮面ライダークウガ
- 登場フォーム : マイティフォーム、タイタンフォーム▲、ドラゴンフォーム△

仮面ライダーJ
仮面ライダーZO
仮面ライダー・シン
仮面ライダーBLACK RX
- 登場フォーム :ノーマル（一部△）、ロボライダー☆、バイオライダー▲

仮面ライダーBLACK
シャドームーン☆
仮面ライダースーパー1
仮面ライダースカイライダー
- 登場フォーム : 強化スカイライダー

仮面ライダーストロンガー
- 登場フォーム :ノーマル、 チャージアップ☆■

仮面ライダーアマゾン
仮面ライダーX
ライダーマン
仮面ライダーV3（一部▲■）
仮面ライダー1号
- 登場フォーム : 旧1号、新1号（一部▲☆）

仮面ライダー2号
- 登場フォーム : 旧2号、新2号（一部▲）